# Hodomicze
Hodomicze (ukr. Годомичі) – wieś na Ukrainie w rejonie kamieńskim obwodu wołyńskiego.

## Opis
Pod koniec XIX w. wieś Hodomicze należała do parafii Kołki w dekanacie Łuck.
Do 2020 w rejonie maniewickim.